# Aeterni regis
Aeterni regis è una bolla pontificia, emessa da papa Sisto IV, il 21 giugno 1481. L'atto pontificio decretava la spartizione tra il Portogallo e il Regno di Castiglia delle isole poste nell'oceano Atlantico e la zona costiera della Guinea. Con l'emanazione dell'Aeterni regis, il Pontefice dava il proprio assenso alla spartizione territoriale, già avvenuta tra i due regni, con il trattato di Alcáçovas.